# AEW TNT Championship
El AEW TNT Championship (Campeonato TNT de AEW, en español) es un campeonato de lucha libre profesional creado y utilizado por la compañía estadounidense All Elite Wrestling. Fue anunciado el 30 de marzo de 2020 y lleva el nombre del canal de televisión TNT, que transmite actualmente el programa semanal Collision, así como los especiales de televisión trimestrales de la promoción Battle of the Belts. El campeón actual es Kyle Fletcher, quien se encuentra en su primer reinado.

## Historia

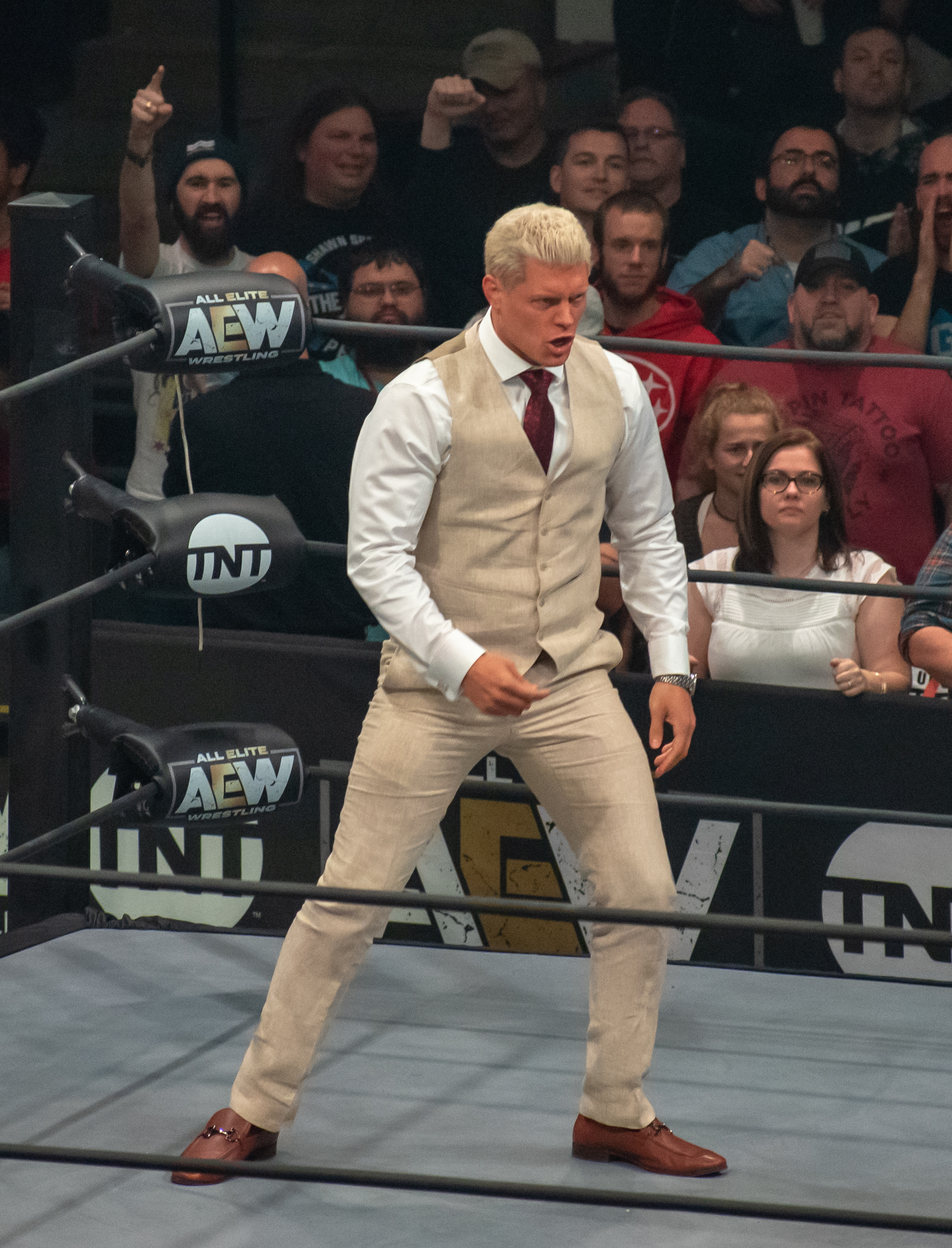
El campeón inaugural, Cody.

En septiembre de 2019, un mes antes de que All Elite Wrestling (AEW) lanzara su programa de televisión semanal, el vicepresidente ejecutivo y luchador de AEW, Cody, se burló de que en la promoción eventualmente debutaría un campeonato de televisión, pero su enfoque en ese momento estaba en sus otros títulos recientemente. En febrero de 2020, el periodista de lucha libre Dave Meltzer le preguntó directamente a Cody sobre la posibilidad de que la promoción agregue un campeonato secundario. Aunque no lo confirmó ni lo negó, Cody no descartó la posibilidad de que un título secundario o  "Midcard" debutara ese año. El mes siguiente, el 30 de marzo en la serie de Youtube de AEW Road to Dynamite, se anunció oficialmente un campeonato secundario. El comentarista y productor senior de AEW, Tony Schiavone, reveló que habría un torneo de eliminación individual de ocho hombres para coronar al primer campeón TNT de AEW. El torneo comenzó en el episodio del 8 de abril de Dynamite con la final programada para Double or Nothing el 23 de mayo. En el episodio del 29 de abril, Cody y Lance Archer ganaron sus respectivas luchas de semifinales, preparando la lucha inaugural del campeonato. En Double or Nothing, Cody derrotó a Archer para convertirse en el campeón inaugural. El exboxeador profesional Mike Tyson presentó el campeonato a Cody.

### Nombre
El campeonato lleva el nombre de la cadena de televisión TNT, que originalmente emitió los dos programas principales de AEW, Dynamite y Rampage, este último estrenado en agosto de 2021. La empresa matriz de TNT, WarnerMedia, pidió a AEW que creara el título y lo nombrara como el Campeonato TNT. En el comunicado de prensa sobre el título, Tony Khan declaró que "es lógico que el campeón y el cinturón del título lleven el logotipo de la marca TNT, respetada en todo el mundo, y que representen no sólo a AEW, sino también la gran calidad de la programación, el alcance masivo y la historia del negocio de la lucha libre que se asocian con TNT".
En enero de 2022, Dynamite se trasladó al canal hermano de TNT, TBS, que también es propiedad de WarnerMedia, mientras que Rampage permaneció en TNT. Además de la permanencia de Rampage en el canal, AEW acordó producir cuatro especiales de televisión trimestrales en TNT en 2022 (Battle of the Belts), con la defensa del campeonato en estos especiales. Aunque se había especulado con que el título pasaría a llamarse Campeonato de TBS, Cody Rhodes confirmó que no sería rebautizado, y, en su lugar, se estableció un Campeonato TBS de AEW independiente para la división femenina.

### Torneo por el título
El 30 de marzo, en la serie de YouTube de AEW Road to Dynamite, se anunció un campeonato secundario. El comentarista y productor principal de AEW, Tony Schiavone, reveló que habría un torneo de eliminación individual para ocho hombres para coronar al primer Campeón TNT de AEW. La primera mitad del grupo se anunció en el episodio del 31 de marzo de Dark, y la segunda mitad se reveló en el episodio de la noche siguiente de Dynamite. El torneo comenzará en el episodio del 8 de abril de Dynamite y continuará durante las próximas semanas, y las finales se llevarán a cabo en Double or Nothing el 23 de mayo.
|  | Cuartos de finales Dynamite 8, 15 y 22 de abril | Cuartos de finales Dynamite 8, 15 y 22 de abril | Cuartos de finales Dynamite 8, 15 y 22 de abril |              |               | Semifinales Dynamite 6 y 13 de mayo | Semifinales Dynamite 6 y 13 de mayo | Semifinales Dynamite 6 y 13 de mayo |  |      | Final Double or Nothing 23 de mayo | Final Double or Nothing 23 de mayo | Final Double or Nothing 23 de mayo |  |
|  |                                                 |                                                 |                                                 |              |               |                                     |                                     |                                     |  |      |                                    |                                    |                                    |  |
|  |                                                 |                                                 |                                                 |              |               |                                     |                                     |                                     |  |      |                                    |                                    |                                    |  |
|  | Cody                                            | Cody                                            | Pin                                             |              |               |                                     |                                     |                                     |  |      |                                    |                                    |                                    |  |
|  | Cody                                            | Cody                                            | Pin                                             |              |               |                                     |                                     |                                     |  |      |                                    |                                    |                                    |  |
|  | Shawn Spears                                    | Shawn Spears                                    | 21:38                                           |              |               |                                     |                                     |                                     |  |      |                                    |                                    |                                    |  |
|  | Shawn Spears                                    | Shawn Spears                                    | 21:38                                           |              | Cody          | Cody                                | Pin                                 |                                     |  |      |                                    |                                    |                                    |  |
|  |                                                 |                                                 |                                                 |              | Cody          | Cody                                | Pin                                 |                                     |  |      |                                    |                                    |                                    |  |
|  |                                                 |                                                 | Darby Allin                                     | Darby Allin  | 20:10         |                                     |                                     |                                     |  |      |                                    |                                    |                                    |  |
|  | Sammy Guevara                                   | Sammy Guevara                                   | Darby Allin                                     | Darby Allin  | 20:10         | 10:50                               |                                     |                                     |  |      |                                    |                                    |                                    |  |
|  | Sammy Guevara                                   | Sammy Guevara                                   |                                                 |              |               |                                     |                                     |                                     |  |      |                                    |                                    |                                    |  |
|  | Darby Allin                                     | Darby Allin                                     | Pin                                             |              |               |                                     |                                     |                                     |  |      |                                    |                                    |                                    |  |
|  | Darby Allin                                     | Darby Allin                                     | Pin                                             |              |               |                                     |                                     |                                     |  | Cody | Cody                               | Pin                                |                                    |  |
|  |                                                 |                                                 |                                                 |              |               |                                     |                                     |                                     |  | Cody | Cody                               | Pin                                |                                    |  |
|  |                                                 |                                                 | Lance Archer                                    | Lance Archer | 22:00         |                                     |                                     |                                     |  |      |                                    |                                    |                                    |  |
|  | Dustin Rhodes                                   | Dustin Rhodes                                   | Lance Archer                                    | Lance Archer | 22:00         | Pin                                 |                                     |                                     |  |      |                                    |                                    |                                    |  |
|  | Dustin Rhodes                                   | Dustin Rhodes                                   |                                                 |              |               |                                     |                                     |                                     |  |      |                                    |                                    |                                    |  |
|  | Kip Sabian                                      | Kip Sabian                                      | 14:10                                           |              |               |                                     |                                     |                                     |  |      |                                    |                                    |                                    |  |
|  | Kip Sabian                                      | Kip Sabian                                      | 14:10                                           |              | Dustin Rhodes | Dustin Rhodes                       | 22:45                               |                                     |  |      |                                    |                                    |                                    |  |
|  |                                                 |                                                 |                                                 |              | Dustin Rhodes | Dustin Rhodes                       | 22:45                               |                                     |  |      |                                    |                                    |                                    |  |
|  |                                                 |                                                 | Lance Archer                                    | Lance Archer | Pin           |                                     |                                     |                                     |  |      |                                    |                                    |                                    |  |
|  | Colt Cabana                                     | Colt Cabana                                     | Lance Archer                                    | Lance Archer | Pin           | 12:42                               |                                     |                                     |  |      |                                    |                                    |                                    |  |
|  | Colt Cabana                                     | Colt Cabana                                     |                                                 |              |               |                                     |                                     |                                     |  |      |                                    |                                    |                                    |  |
|  | Lance Archer                                    | Lance Archer                                    | Pin                                             |              |               |                                     |                                     |                                     |  |      |                                    |                                    |                                    |  |
|  | Lance Archer                                    | Lance Archer                                    | Pin                                             |              |               |                                     |                                     |                                     |  |      |                                    |                                    |                                    |  |
|  |                                                 |                                                 |                                                 |              |               |                                     |                                     |                                     |  |      |                                    |                                    |                                    |  |

## Diseño del campeonato

### Estándar

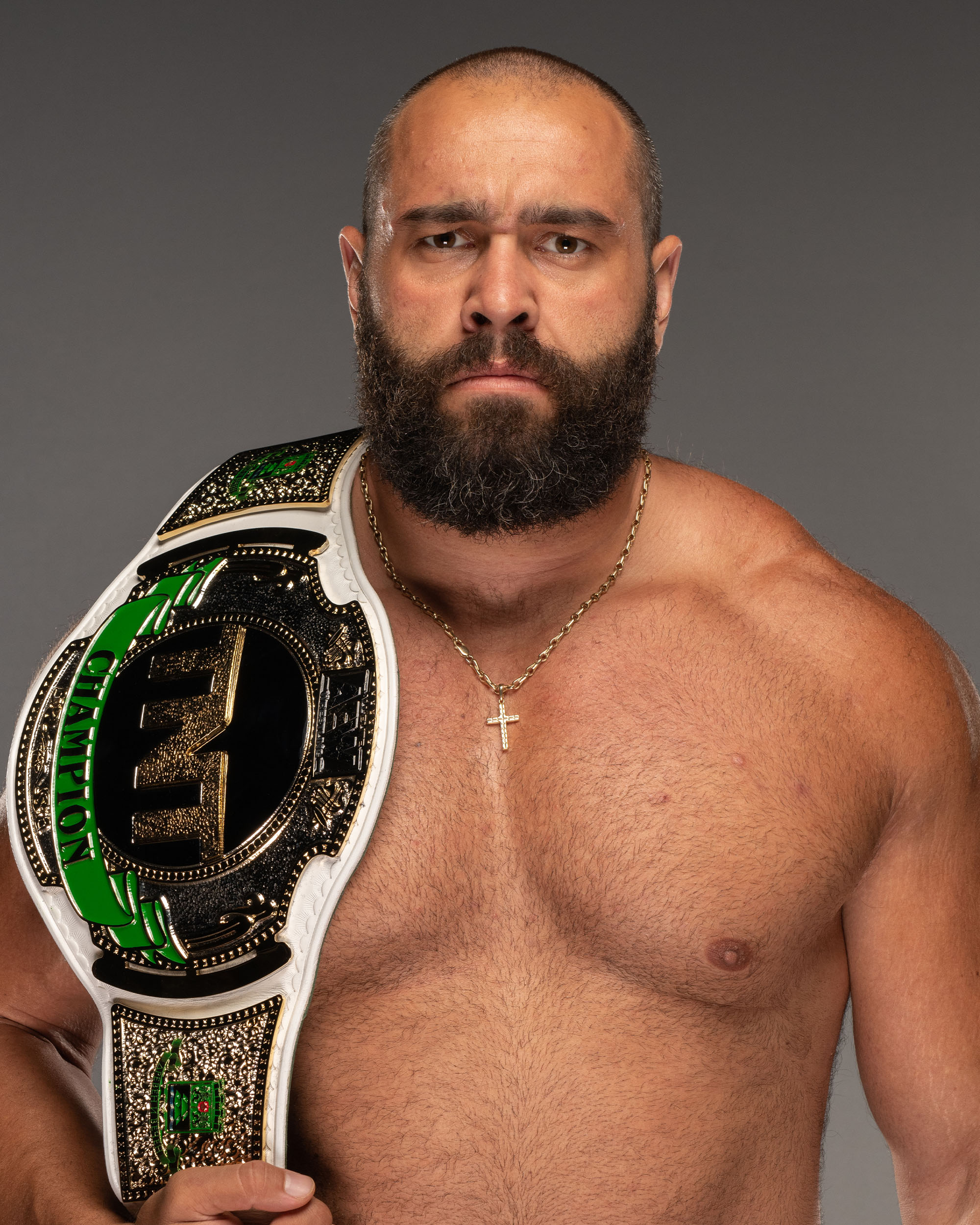
Miro con un diseño personalizado del campeonato.

El cinturón del Campeonato TNT tiene seis placas, que originalmente estaban en una correa de cuero rojo. La placa central presenta de forma destacada el logotipo de la cadena de televisión TNT en el centro. Encima del logotipo de TNT está el logotipo de AEW, mientras que debajo del logotipo de TNT hay un cartel rojo que dice "CHAMPION" (Campeón, en español). Las dos placas laterales interiores muestran "Tara on Techwood", ubicado en 1050 Techwood Drive en Atlanta, el edificio que fue la sede original de TNT. Las dos placas laterales exteriores presentan el logotipo de AEW, mientras que una tercera placa lateral más pequeña en el extremo derecho también presenta el logotipo de la promoción. Cuando el cinturón se presentó inicialmente en Double or Nothing el 23 de mayo, tenía una correa de cuero rojo, pero no estaba chapado, ya que la producción del cinturón se había retrasado debido a la pandemia de COVID-19; también se reveló que la versión final tendría un chapado de oro y se presentaría en una fecha posterior. El cinturón fue elaborado por Ron Edwardsen de Red Leather, que también hizo los cinturones del Campeonato Mundial en Parejas de AEW. Además, dijo que también habría niquelado además de oro en la versión final del Campeonato TNT, así como un logotipo TNT en relieve. La versión terminada del cinturón se mostró en el Twitter oficial de AEW unas horas antes del episodio del 12 de agosto de Dynamite, donde el diseño terminado fue estrenado para la lucha titular entre Cody y Scorpio Sky, en la que Cody retuvo el campeonato.
Tras la inesperada muerte del segundo poseedor del título del campeonato, Brodie Lee, en diciembre de 2020, AEW retiró la versión de la correa roja del cinturón del campeonato que se había utilizado hasta ese momento para honrar a Lee (de forma similar a como los equipos deportivos retiran un número). Durante la primera noche del episodio especial New Year's Smash de Dynamite, el 6 de enero de 2021, Darby Allin presentó un nuevo cinturón con el mismo diseño que el anterior, pero con una correa de cuero negro en lugar de roja.
Después de que Sammy Guevara derrotara a Miro para ganar el título en el episodio del 29 de septiembre de 2021 de Dynamite, Guevara fue presentado con un diseño actualizado del cinturón estándar del campeonato para reemplazar el cinturón personalizado de Miro. Este nuevo cinturón volvió al diseño de la versión estándar de correa negra introducida por Darby Allin, pero con diamantes de imitación añadidos en la zona circular detrás del logotipo de TNT en relieve. El diseñador original del Campeonato TNT, Ron Edwardsen, también diseñó el cinturón actualizado, que tiene un total de 1.577 diamantes de imitación, que el propio Edwardsen apodó el cinturón "TNT Bling".

### Diseños personalizados
Durante la primera noche de Fyter Fest, el 14 de julio de 2021, el vigente campeón Miro presentó su propia versión personalizada del cinturón de campeonato que representaba su ciudad natal de Plovdiv, Bulgaria, así como su nuevo personaje de "The Redeemer" ("El Redentor", en español). Las placas estaban en una correa de cuero blanco. La placa central era la misma, sin embargo, la bandera roja se cambió por la verde. Además, las dos placas laterales interiores se cambiaron para mostrar el escudo de armas de Plovdiv. El texto debajo del escudo decía "Древен и Вечен" (búlgaro: Dreven i Vechen), que significa "Antiguo y Eterno". El cinturón personalizado de Miro fue fabricado por Belts By Dan.
En el episodio del 20 de mayo de 2022 de Rampage, Sammy Guevara, Tay Conti y Frankie Kazarian destruyeron el cinturón estándar que robaron al vigente campeón Scorpio Sky. La semana siguiente, en el episodio del 27 de mayo, Dan Lambert y Ethan Page presentaron a Sky una versión personalizada del cinturón de campeonato con los colores de la ciudad natal de Sky y de su equipo favorito de la National Basketball Association (NBA), Los Angeles Lakers. El "cinturón de los Lakers" tenía una correa dorada y la palabra "Champion" (Campeón, en español) en una bandera púrpura. En el extremo de la correa, entre los botones de presión, estaba escrito "8-24", en referencia a los números que llevaba la estrella de los Lakers, Kobe Bryant. El diseñador original del título, Ron Edwardsen, también diseñó el "cinturón de los Lakers".
El 17 de agosto de 2024 en Collision, el campeón Jack Perry presentó un nuevo diseño del cinturón, completamente negro con unas manchas de pintura roja.

## Campeones

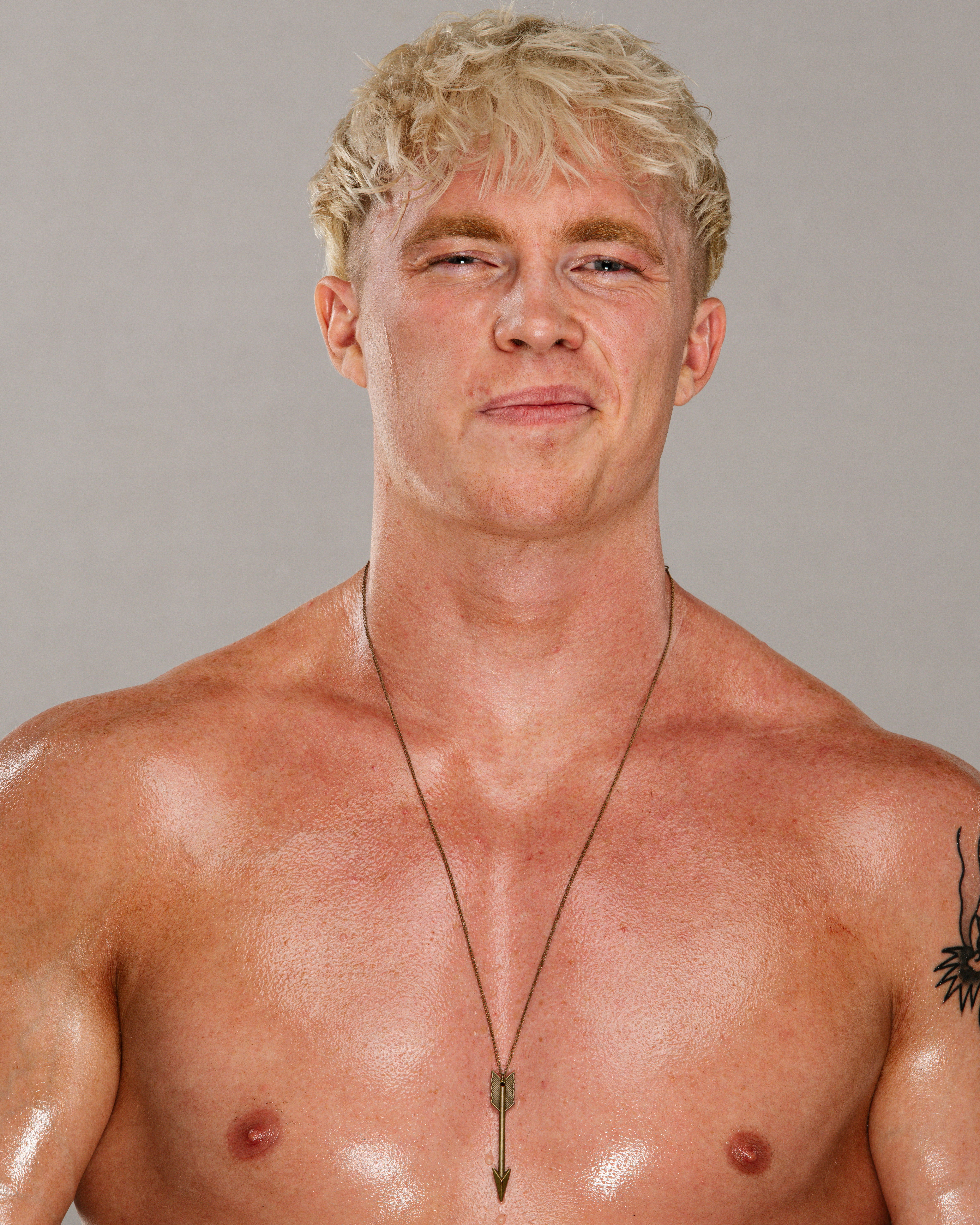
El campeón actual, Kyle Fletcher

El Campeonato TNT de AEW es un campeonato secundario de la empresa, creado en 2020. El campeón inaugural fue Cody, quien derrotó a Lance Archer para determinar al primer campeón en Double or Nothing el 23 de mayo de 2020. Desde esto, ha habido 17 distintos campeones oficiales, repartidos en 28 reinados en total. Miro, Christian Cage y Adam Copeland son los tres luchadores no estadounidenses que han ostentado el título.
El reinado más largo en la historia del título le pertenece a Darby Allin, quien mantuvo el título por 186 días en su primer reinado. Por otro lado, Adam Copeland posee el reinado más corto, con 3 minutos con el título en su primer reinado. 
En cuanto a los días en total como campeón (un acumulado entre la suma de todos los días de los reinados individuales de cada luchador), Darby Allin posee el primer lugar con 214 días en dos reinados. Le siguen Wardlow (198 días en tres reinados), Christian Cage (179 días en dos reinados), Cody Rhodes (148 días en tres reinados) y Jack Perry (146 en su único reinado).
El campeón más joven en la historia es Daniel Garcia con 26 años, mientras que el campeón más viejo es Dustin Rhodes con 56 años.
Por último, Cody, Sammy Guevara y Wardlow son los luchadores con más reinados, con 3.

### Campeón actual
El campeón actual es Kyle Fletcher, quien se encuentra en su primer reinado. Fletcher ganó el título tras derrotar al excampeón Dustin Rhodes el 31 de julio de 2025 en Collision.
Fletcher registra hasta el 18 del agosto de 2025 las siguientes defensas televisadas:
1. vs. Tomohiro Ishii (9 de agosto de 2025, Collision)

### Lista de campeones
| N.º | Campeón          | Lucha                    | Lucha                               | Lucha                          | Estadísticas | Estadísticas | Estadísticas      | Notas y referencias |
| N.º | Campeón          | Fecha                    | Evento                              | Ubicación                      | Reinado      | Días         | Días rec. por AEW | Notas y referencias |
| --- | ---------------- | ------------------------ | ----------------------------------- | ------------------------------ | ------------ | ------------ | ----------------- | --- |
| 1   | Cody             | 23 de mayo de 2020       | Double or Nothing                   | Jacksonville, Florida          | 1            | 82           | 91                | Derrotó a Lance Archer en la final del torneo para convertirse en el campeón inaugural. AEW reconoce que el reinado de Cody terminó el 22 de agosto de 2020, debido a que el episodio Dynamite se transmitió en diferido.                                                  |
| 2   | Brodie Lee       | 22 de agosto de 2020     | Dynamite                            | Jacksonville, Florida          | 1            | 55           | 46                | AEW reconoce que el reinado de Lee comenzó el 22 de agosto de 2020, cuando el episodio se transmitió en diferido. |
| 3   | Cody             | 7 de octubre de 2020     | Dynamite: 30 Years of Chris Jericho | Jacksonville, Florida          | 2            | 31           | 31                | Fue un Dog Collar Match. |
| 4   | Darby Allin      | 7 de noviembre de 2020   | Full Gear                           | Jacksonville, Florida          | 1            | 186          | 186               | Durante su reinado, el diseño del campeonato cambió. Este es el reinado más largo de la historia del campeonato. |
| 5   | Miro             | 12 de mayo de 2021       | Dynamite                            | Jacksonville, Florida          | 1            | 140          | 140               | [ 31 ] |
| 6   | Sammy Guevara    | 29 de septiembre de 2021 | Dynamite                            | Rochester, Nueva York          | 1            | 84           | 87                | AEW reconoce que el reinado de Guevara finalizó el 25 de diciembre de 2021, cuando el episodio de Dynamite se emitió en diferido. |
| 7   | Cody Rhodes      | 25 de diciembre de 2021  | Rampage: Holiday Bash               | Greensboro, Carolina del Norte | 3            | 35           | 32                | AEW reconoce que el reinado de Rhodes comenzó el 25 de diciembre de 2021, cuando el episodio de Rampage se transmitió en diferido, y finalizó el 26 de enero de 2022. Anteriormente conocido como Cody.                                                                    |
| —   | Sammy Guevara    | 8 de enero de 2022       | Battle of the Belts                 | Charlotte, Carolina del Norte  | —            | 18           | —                 | Originalmente Cody iba a defender el título contra Guevara en este combate, pero fue retirado debido a que dio positivo al COVID-19. En cambio, Guevara se programó para enfrentar a Dustin Rhodes para determinar al campeón interino. AEW reconoce el reinado de Rhodes. |
| 8   | Sammy Guevara    | 26 de enero de 2022      | Dynamite: Beach Break               | Cleveland, Ohio                | 2            | 42           | 42                | Fue un Ladder Match para proclamar al campeón indiscutido. AEW lo reconoce oficialmente como el segundo reinado de Guevara. |
| 9   | Scorpio Sky      | 9 de marzo de 2022       | Dynamite                            | Fort Myers, Florida            | 1            | 37           | 38                | AEW reconoce que el reinado de Sky finalizó el 16 de abril de 2022, cuando el episodio de Dynamite se transmitió en diferido. |
| 10  | Sammy Guevara    | 16 de abril de 2022      | Battle of the Belts II              | Garland, Texas                 | 3            | 12           | 11                | AEW reconoce que el reinado de Guevera empezó el 16 de abril de 2022, cuando el episodio de Dynamite se transmitió en diferido. |
| 11  | Scorpio Sky      | 27 de abril de 2022      | Dynamite                            | Filadelfia, Pensilvania        | 2            | 70           | 70                | Fue un Ladder Match. |
| 12  | Wardlow          | 6 de julio de 2022       | Dynamite                            | Rochester, Nueva York          | 1            | 136          | 136               | Fue un Street Fight. |
| 13  | Samoa Joe        | 19 de noviembre de 2022  | Full Gear                           | Newark, Nueva Jersey           | 1            | 46           | 46                | Derrotó a Wardlow y Powerhouse Hobbs. Durante su reinado Joe se convirtió en doble campeón ya que también poseía el Campeonato Mundial de Televisión de ROH. |
| 14  | Darby Allin      | 4 de enero de 2023       | Dynamite                            | Seattle, Washington            | 2            | 28           | 28                | [ 40 ] |
| 15  | Samoa Joe        | 1 de febrero de 2023     | Dynamite                            | Dayton, Ohio                   | 2            | 32           | 32                | Fue un No Holds Barred Match. Durante su reinado Joe se convirtió en doble campeón ya que también poseía el Campeonato Mundial de Televisión de ROH. |
| 16  | Wardlow          | 5 de marzo de 2023       | Revolution                          | San Francisco, California      | 2            | 3            | 3                 | [ 42 ] |
| 17  | Powerhouse Hobbs | 8 de marzo de 2023       | Dynamite                            | Sacramento, California         | 1            | 42           | 42                | Fue un Falls Count Anywhere Match. |
| 18  | Wardlow          | 19 de abril de 2023      | Dynamite                            | Pittsburgh, Pensilvania        | 3            | 59           | 59                | [ 44 ] |
| 19  | Luchasaurus      | 17 de junio de 2023      | Collision                           | Chicago, Illinois              | 1            | 98           | 98                | [ 45 ] |
| 20  | Christian Cage   | 23 de septiembre de 2023 | Collision                           | Grand Rapids, Michigan         | 1            | 98           | 98                | Derrotó a Luchasaurus y Darby Allin. |
| 21  | Adam Copeland    | 30 de diciembre de 2023  | Worlds End                          | Uniondale, Nueva York          | 1            | <1           | <1                | Fue en un No Disqualification Match. Éste es el reinado más corto de la historia del campeonato. |
| 22  | Christian Cage   | 30 de diciembre de 2023  | Worlds End                          | Uniondale, Nueva York          | 2            | 81           | 81                | Cage le quitó el contrato a Killswitch, quien más temprano había ganado una oportunidad titular imponiéndose en una Batalla Real de 20 hombres. |
| 23  | Adam Copeland    | 20 de marzo de 2024      | Dynamite                            | Toronto, Canadá                | 2            | 70           | 70                | Fue un I Quit Match. |
| —   | Vacante          | 29 de mayo de 2024       | Dynamite                            | Los Ángeles, California        | —            | —            | —                 | Los vicepresidentes ejecutivos de AEW, The Young Bucks (Matthew Jackson y Nicholas Jackson), despojaron a Copeland del título debido a la lesión legítima en la pierna que sufrió en Double or Nothing tres días antes.                                                    |
| 24  | Jack Perry       | 30 de junio de 2024      | Forbidden Door                      | Elmont, Nueva York             | 1            | 146          | 146               | Derrotó a Konosuke Takeshita, Mark Briscoe, Dante Martin, Lio Rush y El Phantasmo en un Ladder match. |
| 25  | Daniel Garcia    | 23 de noviembre de 2024  | Full Gear                           | Newark, Nueva Jersey           | 1            | 134          | 134               | [ 52 ] |
| 26  | Adam Cole        | 6 de abril de 2025       | Dynasty                             | Filadelfia, Pensilvania        | 1            | 97           | 97                | [ 53 ] |
| —   | Vacante          | 12 de julio de 2025      | All In                              | Arlington, Texas               | —            | —            | —                 | Adam Cole dejó el título vacante debido a un diagnóstico médico que le impide competir por un período indefinido. |
| 27  | Dustin Rhodes    | 12 de julio de 2025      | All In                              | Arlington, Texas               | 1            | 18           | 18                | Derrotó a Kyle Fletcher, Daniel Garcia y Sammy Guevara por el título vacante. |
| 28  | Kyle Fletcher    | 31 de julio de 2025      | Collision                           | Chicago, Illinois              | 1            | 18+          | 18+               | Fue un Chicago Street Fight. |

### Total de días con el título

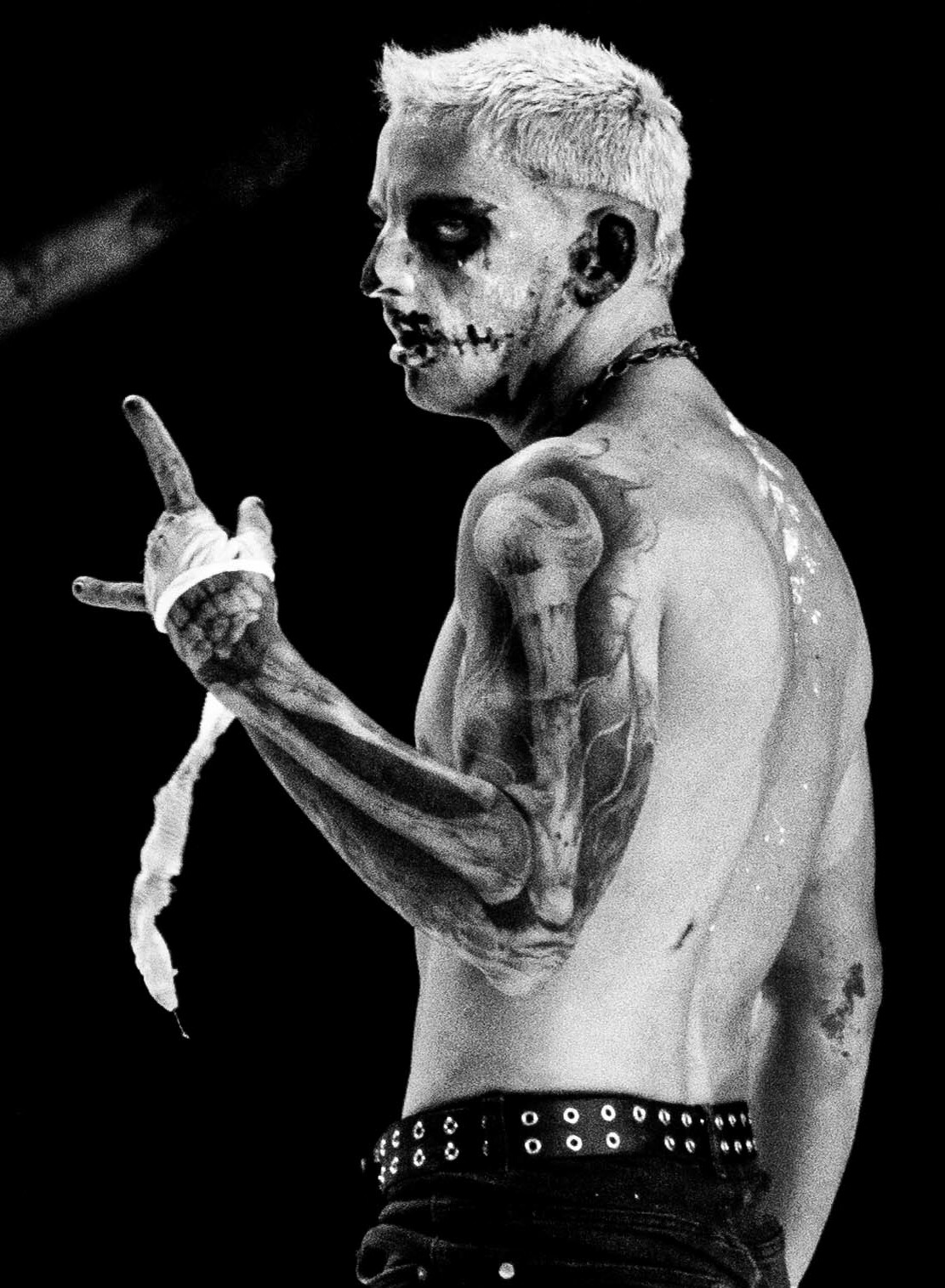
Darby Allin posee el récord de días acumulativos como campeón.

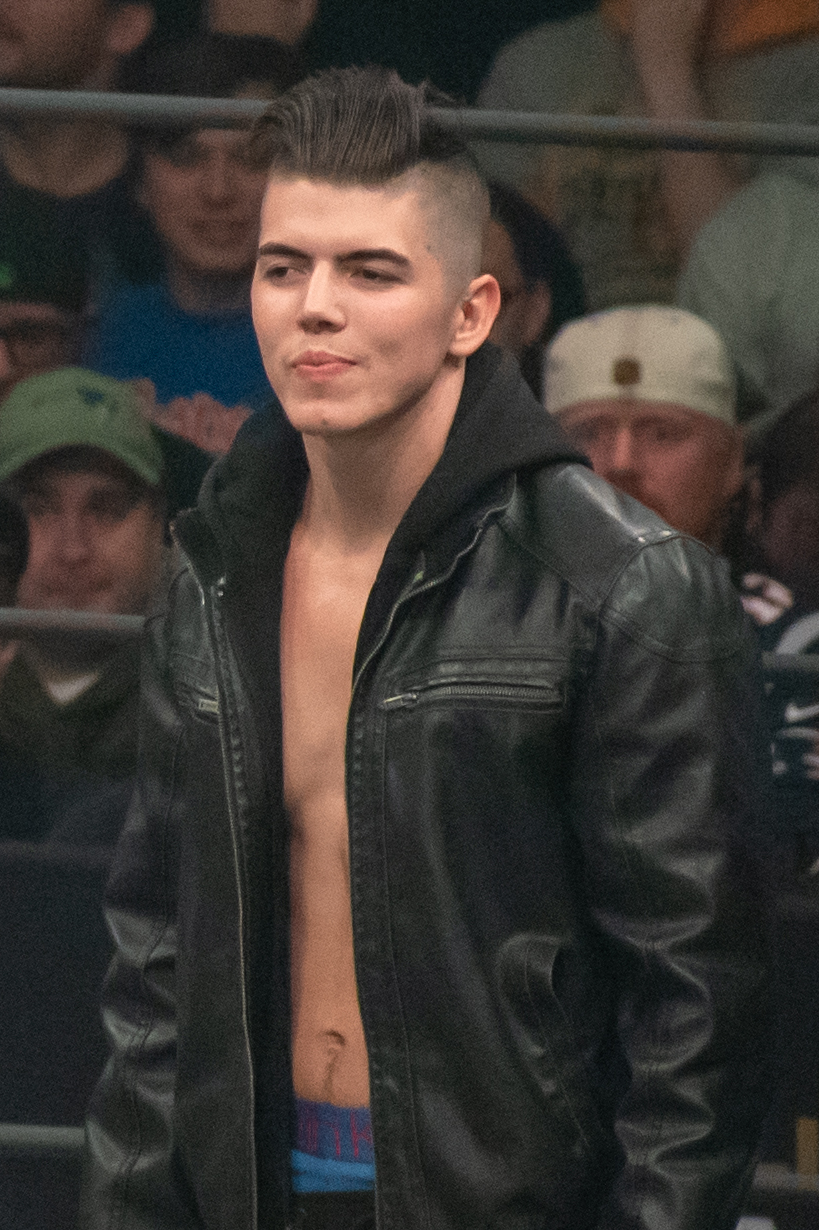
Sammy Guevara posee, junto con Cody Rhodes y Wardlow, el mayor número de reinados, con 3.

La siguiente lista muestra el total de días que un luchador ha poseído el campeonato, si se suman todos los reinados que posee. Actualizado a la fecha del 18 de agosto de 2025.
| + | Indica al campeón actual |

| N.º | Luchador         | Reinados | Total de días | Reconocidos por AEW |
| --- | ---------------- | -------- | ------------- | ------------------- |
| 1   | Darby Allin      | 2        | 214           | 214                 |
| 2   | Wardlow          | 3        | 198           | 198                 |
| 3   | Christian Cage   | 2        | 179           | 179                 |
| 4   | Cody/Cody Rhodes | 3        | 148           | 154                 |
| 5   | Jack Perry       | 1        | 146           | 146                 |
| 6   | Miro             | 1        | 140           | 140                 |
| 7   | Sammy Guevara    | 3        | 138           | 140                 |
| 8   | Daniel Garcia    | 1        | 134           | 134                 |
| 9   | Scorpio Sky      | 2        | 107           | 108                 |
| 10  | Luchasaurus      | 1        | 98            | 98                  |
| 11  | Adam Cole        | 1        | 97            | 97                  |
| 12  | Samoa Joe        | 2        | 78            | 78                  |
| 13  | Adam Copeland    | 2        | 70            | 70                  |
| 14  | Brodie Lee       | 1        | 55            | 46                  |
| 15  | Powerhouse Hobbs | 1        | 42            | 42                  |
| 16  | Kyle Fletcher    | 1        | 18+           | 18+                 |
| 16  | Dustin Rhodes    | 1        | 18            | 18                  |

### Mayor cantidad de reinados
| Reinados | Luchador (es)                                                      |
| -------- | ------------------------------------------------------------------ |
| 3 veces  | Cody/Cody Rhodes, Sammy Guevara, Wardlow                           |
| 2 veces  | Scorpio Sky, Darby Allin, Samoa Joe, Christian Cage, Adam Copeland |